# Liste des cavités naturelles les plus profondes des Pyrénées-Orientales
La liste des cavités naturelles les plus profondes des Pyrénées-Orientales recense, sous forme de tableau(x), les cavités souterraines naturelles connues dans ce département français, dont le dénivelé est supérieur ou égal à soixante mètres.
La communauté spéléologique considère qu'une cavité souterraine naturelle n'existe vraiment qu'à partir du moment où elle est « inventée » c'est-à-dire découverte (ou redécouverte), inventoriée, topographiée et publiée. Bien sûr, la réalité physique d'une cavité naturelle est la plupart du temps bien antérieure à sa découverte par l'homme ; cependant tant qu'elle n'est pas explorée, mesurée et révélée, la cavité naturelle n'appartient pas au domaine de la connaissance partagée.
La liste spéléométrique des 58 plus profondes cavités naturelles des Pyrénées-Orientales (≥ soixante mètres) est actualisée à fin janvier 2024.
La plus profonde cavité souterraine naturelle répertoriée dans le département des Pyrénées-Orientales est « Font Estramar », sur la commune de Salses-le-Château (cf. ligne 1 du tableau ci-dessous).
| \| Histogramme de la répartition des plus profondes cavités naturelles des Pyrénées-Orientales par classe de dénivelé -- Les 58 cavités citées fin 2023 sont réparties en 4 classes de dénivelé -- \| \| \| \| \| \| \| \| \| \| \| \| \| \| \| classe I >= 500 m 0 cavité[s] \| classe II >= 200 m et < 500 m 6 cavités \| classe III >= 150 m et < 200 m 6 cavités \| classe IV >= 60 m et < 150 m 46 cavités \| \| |                               |                                         |                                          |                                         |  |
| Le graphique qui aurait dû être présenté ici ne peut pas être affiché car il utilise l'ancienne extension Graph, désactivée pour des questions de sécurité. Des indications pour créer un nouveau graphique avec la nouvelle extension Chart sont disponibles ici . |                               |                                         |                                          |                                         |  |
| Histogramme de la répartition des plus profondes cavités naturelles des Pyrénées-Orientales par classe de dénivelé -- Les 58 cavités citées fin 2023 sont réparties en 4 classes de dénivelé -- |                               |                                         |                                          |                                         |  |
| |                               |                                         |                                          |                                         |  |
| | classe I >= 500 m 0 cavité[s] | classe II >= 200 m et < 500 m 6 cavités | classe III >= 150 m et < 200 m 6 cavités | classe IV >= 60 m et < 150 m 46 cavités |  |

## Cavités des Pyrénées-Orientales (France) dont la dénivellation est supérieure ou égale à500m
Aucune cavité n'est recensée dans cette « classe I » au 31-12-2019.

## Cavités des Pyrénées-Orientales (France) dont la dénivellation est comprise entre200 mètreset499 mètres
6 cavités sont recensées dans cette « classe II » au 7-01-2024
| Réf. | Cavité (autres noms)              | Commune                 | Massif ou zone | Coordonnées (WGS 84)        | Dénivelée (mètres) | Développe. (mètres) | Sources ou références                             | Mise à jour |
| ---- | --------------------------------- | ----------------------- | -------------- | --------------------------- | ------------------ | ------------------- | ------------------------------------------------- | ----------- |
| 1    | Font Estramar                     | Salses-le-Château       | Corbières      | 42° 51′ 32″ N, 2° 57′ 30″ E | +000312, m         | +2 900, m           | Madeinperpignan.com, actu Perpignan & scintilena. | 2024-01     |
| 2    | Trou qui Aspire                   | Fontrabiouse            | Capcir         | 42° 38′ 24″ N, 2° 03′ 04″ E | +000310, m         | +2 326, m           | QPST 1997                                         | 2019-01     |
| 3    | Réseau Fanges - Paradet           | Caudiès-de-Fenouillèdes | Fenouillèdes   | 42° 49′ 41″ N, 2° 20′ 39″ E | +000302, m         | +19 633, m          | Spéléométrie de la France & Spéléoc n°24          | 2000-00     |
| 4    | Puits de l'Ours                   | Caudiès-de-Fenouillèdes | Fenouillèdes   |                             | +000289, m         | +0714, m            | Karstologia n°40                                  | 2000-00     |
| 5    | Aven de la Vache                  | Caudiès-de-Fenouillèdes | Fenouillèdes   | 42° 50′ 24″ N, 2° 22′ 16″ E | +000275, m         | +0935, m            | speleo-caf-2017.org                               | 2000-00     |
| 6    | L'Antre est Supérieure - Quarante | Caudiès-de-Fenouillèdes | Fenouillèdes   |                             | +000229, m         | +0150, m            | Donnée ARKHAM                                     | 2019-07     |

## Cavités des Pyrénées-Orientales (France) dont la dénivellation est comprise entre150 mètreset199 mètres
6 cavités sont recensées dans cette « classe II » au 31-12-2019.
| Réf. | Cavité (autres noms)          | Commune                  | Massif ou zone | Coordonnées (WGS 84)        | Dénivelée (mètres) | Développe. (mètres) | Sources ou références               | Mise à jour |
| ---- | ----------------------------- | ------------------------ | -------------- | --------------------------- | ------------------ | ------------------- | ----------------------------------- | ----------- |
| 7    | Aven Laure et Aven Tura       | Caudiès-de-Fenouillèdes  | Fenouillèdes   | 42° 50′ 00″ N, 2° 21′ 27″ E | +000198, m         | +0697, m            | Donnée ESR & speleo-caf-2017.org    | 2000-00     |
| 8    | Aven Vidal                    | Prugnanes                | Fenouillèdes   | 42° 50′ 06″ N, 2° 26′ 14″ E | +000195, m         | +0225, m            | Donnée TES & speleo-caf-2017.org    | 2019-07     |
| 9    | Aven de l'Ancêtre             | Opoul-Périllos           | Corbières      | 42° 54′ 11″ N, 2° 50′ 44″ E | +000178, m         | +0200, m            | Speleo-club-roussillon              | 2000-00     |
| 10   | Aven du Sapin                 | Caudiès-de-Fenouillèdes  | Fenouillèdes   | 42° 50′ 28″ N, 2° 21′ 17″ E | +000175, m         | +0180, m            | Donnée ESR                          | 2000-00     |
| 11   | Réseau des Anarchistes        | Saint-Paul-de-Fenouillet | Fenouillèdes   | 42° 50′ 04″ N, 2° 28′ 39″ E | +000163, m         | +0571, m            | Donnée TES                          | 2000-00     |
| 12   | Aven de la Chapelle Ste-Barbe | Opoul-Périllos           | Corbières      | 42° 54′ 10″ N, 2° 50′ 46″ E | +000155, m         | +0300, m            | Donnée TES & Speleo-club-roussillon | 2019-07     |

## Cavités des Pyrénées-Orientales (France) dont la dénivellation est comprise entre60 mètreset149 mètres
46 cavités sont recensées dans cette « classe II » au 31-12-2019.
| Réf. | Cavité (autres noms)                        | Commune                        | Massif ou zone | Coordonnées (WGS 84)        | Dénivelée (mètres) | Développe. (mètres) | Sources ou références                                                | Mise à jour |
| ---- | ------------------------------------------- | ------------------------------ | -------------- | --------------------------- | ------------------ | ------------------- | -------------------------------------------------------------------- | ----------- |
| 13   | Aven Fermé de Latour-de-France              | Latour-de-France               | Fenouillèdes   | 42° 46′ 33″ N, 2° 39′ 22″ E | +000130, m         | +0200, m            | Speleo-club-roussillon                                               | 2000-00     |
| 14   | Aven d'Escoutou                             | Olette                         | Conflent       | 42° 37′ 01″ N, 2° 14′ 05″ E | +000116, m         | +0200, m            | Donnée TES                                                           | 2019-07     |
| 15   | Aven du Bifidus Actif                       | Fontrabiouse                   | Capcir         | 42° 38′ 24″ N, 2° 02′ 51″ E | +000115, m         | +0100, m            | Donnée ESR                                                           | 2020-01     |
| 16   | Barrenc de Caune ou aven P17                | Opoul-Périllos                 | Corbières      | 42° 54′ 04″ N, 2° 51′ 47″ E | +000114, m         | +0000, m            | Donnée SIE & Speleo-club-roussillon                                  | 2000-00     |
| 17   | Aven des Nœuds                              | Caudiès-de-Fenouillèdes        | Fenouillèdes   | 42° 50′ 34″ N, 2° 21′ 30″ E | +000110, m         | +0200, m            | Donnée ESR                                                           | 2020-01     |
| 18   | Aven Silfine                                | Caudiès-de-Fenouillèdes        | Fenouillèdes   | 42° 50′ 13″ N, 2° 21′ 27″ E | +000110, m         | +0000, m            | Donnée ESR                                                           | 2000-00     |
| 19   | Barrenc de la Pipe                          | Prugnanes                      | Fenouillèdes   | 42° 49′ 39″ N, 2° 25′ 14″ E | +000110, m         | +0200, m            | Spéléométrie de la France                                            | 2000-00     |
| 20   | Aven des Nymphomanes                        | Caudiès-de-Fenouillèdes        | Fenouillèdes   | 42° 50′ 32″ N, 2° 22′ 15″ E | +000110, m         | +0600, m            | Donnée ESR                                                           | 2000-00     |
| 21   | Barrenc de la Boue                          | Opoul-Périllos                 | Corbières      |                             | +000105, m         | +0000, m            | Spéléométrie de la France                                            | 2000-00     |
| 22   | Aven du Roboul ou Grand barrenc de Périllos | Opoul-Périllos                 | Corbières      | 42° 53′ 43″ N, 2° 51′ 33″ E | +000101, m         | +0200, m            | Speleo-club-roussillon                                               | 2000-00     |
| 23   | Barrenc de la Bergerie                      | Opoul-Périllos                 | Corbières      | 42° 53′ 42″ N, 2° 51′ 47″ E | +000100, m         | +0300, m            | Donnée SIE & speleo-caf-2017.org                                     | 2000-00     |
| 24   | Aven de la Baleine                          | Caudiès-de-Fenouillèdes        | Fenouillèdes   | 42° 50′ 23″ N, 2° 22′ 52″ E | +0 00098, m        | +0000, m            | Donnée ESR                                                           | 2000-00     |
| 25   | Aven de la Flippante                        | Caudiès-de-Fenouillèdes        | Fenouillèdes   | 42° 50′ 25″ N, 2° 20′ 56″ E | +0 00095, m        | +0000, m            | Donnée ESR                                                           | 2000-00     |
| 26   | Aven Jean                                   | Opoul-Périllos                 | Corbières      | 42° 53′ 41″ N, 2° 51′ 31″ E | +0 00095, m        | +0120, m            | Donnée TES & speleo-club-roussillon                                  | 2000-00     |
| 27   | Barrenc de Boucheville                      | Sournia                        | Fenouillèdes   | 42° 45′ 51″ N, 2° 21′ 21″ E | +0 00090, m        | +0000, m            | Spéléométrie de la France                                            | 2000-00     |
| 28   | Grotte-Aven Perez                           | Ria                            | Conflent       |                             | +0 00090, m        | +1 200, m           | Cova d'En Gorner, la gran cova activa                                | 2020-01     |
| 29   | Grotte des Jeunes                           | Caudiès-de-Fenouillèdes        | Fenouillèdes   | 42° 50′ 35″ N, 2° 21′ 16″ E | +0 00089, m        | +0600, m            | Donnée TES                                                           | 2000-00     |
| 30   | Grotte-Aven des Inquentades                 | Nohèdes                        | Conflent       | 42° 36′ 58″ N, 2° 18′ 13″ E | +0 00086, m        | +0100,m             | Donnée TES                                                           | 2020-01     |
| 31   | Aven du conduit d'Éole                      | Caudiès-de-Fenouillèdes        | Fenouillèdes   | 42° 50′ 25″ N, 2° 20′ 56″ E | +0 00085, m        | +0000, m            | Donnée ESR                                                           | 2000-00     |
| 32   | Aven de Pentecôte                           | Opoul-Périllos                 | Corbières      | 42° 53′ 50″ N, 2° 51′ 53″ E | +0 00082, m        | +0200, m            | Donnée ESR                                                           | 2020-01     |
| 33   | Aven-grotte du Col Saint-Louis              | Caudiès-de-Fenouillèdes        | Fenouillèdes   |                             | +0 00082, m        | +0265, m            | Spéléométrie de la France                                            | 2000-00     |
| 34   | Barrenc de Taichac                          | Saint-Martin-de-Fenouillet     | Fenouillèdes   |                             | +0 00080, m        | +0000, m            | Spéléométrie de la France                                            | 2000-00     |
| 35   | Aven du Mas Sarda                           | Opoul-Périllos                 | Corbières      | 42° 50′ 59″ N, 2° 51′ 25″ E | +0 00080, m        | +0300, m            | Speleo-club-roussillon                                               | 2000-00     |
| 36   | Réseau de Fuilla - Canalettes               | Fuilla & Corneilla-de-Conflent | Conflent       | 42° 34′ 58″ N, 2° 22′ 17″ E | +0 00079, m        | +26 500, m          | Cova Fullà-Canaletes, la cova més gran de catalunya & Spelunca n°114 | 2019-01     |
| 37   | Grotte-Aven des Marmottes                   | Fontrabiouse                   | Capcir         | 42° 38′ 26″ N, 2° 02′ 38″ E | +0 00078, m        | +0200, m            | Donnée ESR                                                           | 2020-01     |
| 38   | Le Faiseur de Rêves                         | Caudiès-de-Fenouillèdes        | Fenouillèdes   |                             | +0 00078, m        | +0000, m            | Donnée ARKHAM                                                        | 2020-01     |
| 39   | Aven Michel                                 | Caudiès-de-Fenouillèdes        | Fenouillèdes   |                             | +0 00075, m        | +0000, m            | Spéléométrie de la France                                            | 2000-00     |
| 40   | Barrenc du Pont de Rajolles                 | Caudiès-de-Fenouillèdes        | Fenouillèdes   | 42° 49′ 48″ N, 2° 20′ 52″ E | +0 00074, m        | +0000, m            | Donnée ARKHAM & ESR                                                  | 2000-00     |
| 41   | Réseau Lachambre                            | Ria-Sirach                     | Conflent       | 42° 36′ 00″ N, 2° 22′ 57″ E | +0 00074, m        | +26 815, m          | Spéléométrie de la France                                            | 2000-00     |
| 42   | Aven du Colom de la Truie                   | Caudiès-de-Fenouillèdes        | Fenouillèdes   | 42° 50′ 12″ N, 2° 21′ 28″ E | +0 00070, m        | +0000, m            | Donnée ESR                                                           | 2000-00     |
| 43   | Aven du Pylône n° 2 (AO58)                  | Opoul-Périllos                 | Corbières      | 42° 54′ 12″ N, 2° 51′ 52″ E | +0 00070, m        | +0080, m            | Speleo-club-roussillon                                               | 2000-00     |
| 44   | Grotte-Aven Victor                          | Opoul-Périllos                 | Corbières      | 42° 53′ 46″ N, 2° 51′ 39″ E | +0 00067, m        | +0130, m            | Donnée ESR                                                           | 2000-00     |
| 45   | Aven de la Bousigue ou Bouzigue             | Opoul-Périllos                 | Corbières      | 42° 53′ 47″ N, 2° 51′ 23″ E | +0 00066, m        | +0075, m            | speleo-club-roussillon                                               | 2000-00     |
| 46   | Grotte du Paradet n° 2                      | Prugnanes                      | Fenouillèdes   | 42° 50′ 24″ N, 2° 25′ 12″ E | +0 00066, m        | +0450, m            | Spéléométrie de la France                                            | 2019-07     |
| 47   | Gouffre PM 5                                | Caudiès-de-Fenouillèdes        | Fenouillèdes   | 42° 49′ 01″ N, 2° 22′ 45″ E | +0 00066, m        | +0000, m            | Spéléométrie de la France                                            | 2000-00     |
| 48   | Aven du P45                                 | Caudiès-de-Fenouillèdes        | Fenouillèdes   | 42° 50′ 27″ N, 2° 21′ 48″ E | +0 00065, m        | +0000, m            | Donnée ESR                                                           | 2020-01     |
| 49   | Barrenc de la Cloche                        | Caudiès-de-Fenouillèdes        | Fenouillèdes   | 42° 50′ 10″ N, 2° 20′ 14″ E | +0 00065, m        | +0000, m            | Spéléométrie de la France                                            | 2000-00     |
| 50   | Barrenc de l'Aigle n° 3                     | Caudiès-de-Fenouillèdes        | Fenouillèdes   | 42° 50′ 16″ N, 2° 21′ 29″ E | +0 00065, m        | +0000, m            | Donnée ESR                                                           | 2000-00     |
| 51   | Aven Bernard                                | Montferrer                     | Vallespir      | 42° 26′ 28″ N, 2° 34′ 39″ E | +0 00065, m        | +0165, m            | Spéléométrie de la France                                            | 2000-00     |
| 52   | Aven Doudou n° 1                            | Caudiès-de-Fenouillèdes        | Fenouillèdes   | 42° 49′ 01″ N, 2° 22′ 45″ E | +0 00060, m        | +0072, m            | Donnée TES                                                           | 2019-07     |
| 53   | Grotte de l'Ours                            | Caudiès-de-Fenouillèdes        | Fenouillèdes   | 42° 47′ 58″ N, 2° 22′ 58″ E | +0 00060, m        | +0150, m            | Donnée TES                                                           | 2020-01     |
| 54   | Puits des Monts de l'Aube                   | Caudiès-de-Fenouillèdes        | Fenouillèdes   | 42° 49′ 33″ N, 2° 20′ 00″ E | +0 00060, m        | +0000, m            | Spéléométrie de la France                                            | 2000-00     |
| 55   | Aven Réal                                   | Caudiès-de-Fenouillèdes        | Fenouillèdes   | 42° 50′ 28″ N, 2° 23′ 31″ E | +0 00060, m        | +0000, m            | Donnée ESR                                                           | 2000-00     |
| 56   | Grotte de Fontrabiouse                      | Fontrabiouse                   | Capcir         | 42° 38′ 04″ N, 2° 05′ 47″ E | +0 00060, m        | +12 000, m          | Spéléométrie de la France                                            | 2000-00     |
| 57   | Aven de la Mine de Batère                   | Corsavy                        | Vallespir      | 42° 30′ 00″ N, 2° 33′ 01″ E | +0 00060, m        | +0000, m            | Spéléométrie de la France                                            | 2000-00     |
| 58   | Aven du Roc Rodoun                          | Opoul-Périllos                 | Corbières      | 42° 55′ 08″ N, 2° 52′ 23″ E | +0 00060, m        | +0075, m            | Speleo-club-roussillon                                               | 2000-00     |